# Kleinzell im Mühlkreis
Kleinzell im Mühlkreis je obec v rakouské spolkové zemi Horní Rakousy, v okrese Rohrbach.

## Obyvatelstvo
V roce 2012 zde žilo 1 477 obyvatel.